# Cine sonoro

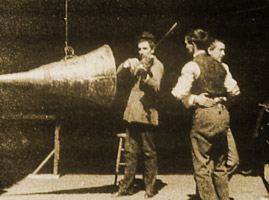
Fotograma de The Dickson Experimental Sound Film, la primera película sonora.

El cine sonoro es aquel en el que la película incorpora sonido sincronizado (es decir, tecnológicamente acoplado) con la imagen. La primera exhibición pública conocida de cine sonoro tuvo lugar en París en 1900, décadas antes de que la sincronización confiable entre sonido e imagen se hiciera comercialmente práctica. La primera proyección comercial de películas con sonidos completamente sincronizado ocurrió en la ciudad de Nueva York, en abril de 1927, con el estreno de The Jazz Singer. En los primeros años después de la introducción del sonido, las películas que incorporaban diálogos sincronizados fueron conocidas como «películas sonoras». Cabe recalcar que de todos modos el mundo de la animación ya había experimentado con la sincronización de sonido desde antes del estreno de The Jazz Singer. Más específicamente, los hermanos Fleischer.
En la década de 1940, las películas sonoras eran un fenómeno global. En los Estados Unidos ayudaron a asegurar la posición del Hollywood como uno de los sistemas culturales/comerciales más potentes del mundo. En Europa (y, en menor grado, en otros lugares) el nuevo desarrollo fue tratado con desconfianza por muchos directores de cine y críticos a los que les preocupaba que, el centrarse en los diálogos, trastornaría la principal virtud estética del cine mudo. En Japón, donde por su tradición cultural se integraba el cine mudo con interpretaciones vocales en directo, las películas sonoras arraigaron con gran lentitud. En India, el sonido fue el elemento transformativo que llevó a la rápida expansión de la industria del cine del país, la más productiva del mundo desde principios de la década de 1960.

## Historia

### Primeros pasos
La idea de combinar imágenes en movimiento con sonido grabado es casi tan antigua como el propio concepto de cine. El 27 de febrero de 1888, pocos días después de que el pionero fotográfico Eadweard Muybridge diera una conferencia no muy lejos del laboratorio de Thomas Edison, los dos inventores se reunieron en privado. Muybridge más tarde afirmó que en esta ocasión, seis años antes de la primera exhibición de una película comercial, propuso un esquema para el cine sonoro que combinaría su proyector de imágenes zoopraxiscopio con la tecnología de sonido grabado de Edison. No se llegó a ningún acuerdo, pero durante un año Edison se encargó del desarrollo del quinetoscopio, esencialmente un sistema de «visionado rápido», como complemento visual para su cilindro fonográfico. Los dos aparatos fueron refundidos en el kinetófono en 1895, pero el visionado individual de imágenes en movimiento en un armario pasó pronto de moda por los éxitos en la proyección de cine. En 1899 apareció un sistema de sonido de cine proyectado conocido como Cinemacrofonógrafo, o Fonorama, basado principalmente en el trabajo que el inventor suizo François Dussaud expuso en París; similar al kinetófono, el sistema requería el uso individual de auriculares. Un sistema mejorado basado en el cilindro, Phono-Cinéma-Théâtre, fue desarrollado por Clément-Maurice Gratioulet y Henri Lioret de Francia, permitiendo presentarse cortometrajes de extractos de teatro, ópera y ballet en la Exposición de París de 1900. Estas parecen ser las primeras películas exhibidas públicamente con la proyección tanto de imagen como de sonido grabado.
Sin embargo, dos importantes problemas persistían llevando a las imágenes en movimiento y al sonido grabado a tomar caminos separados durante una generación:
1. Sincronización: Las imágenes y el sonido se grababan y reproducían en aparatos separados, en los cuales era difícil iniciar su funcionamiento y mantener su sincronización.[4] Aunque los proyectores de imágenes en movimiento pronto permitieron que el cine se mostrara a audiencias más grandes, la tecnología de audio, antes del desarrollo de la amplificación eléctrica, no podía sobresalir para llenar satisfactoriamente grandes espacios.
2. Fidelidad de la grabación: Los primeros sistemas de cine sonoro producían sonido de muy baja calidad, a no ser que los intérpretes estuvieran colocados directamente en frente de los voluminosos aparatos de grabación (altavoces de trompeta, por lo general), imponiendo serios límites en el tipo de películas que podían crearse con sonido grabado en forma directa.

Los cineastas innovadores intentaron luchar con el problema fundamental de sincronización de diferentes maneras; un número creciente de sistemas de imágenes en movimiento dependían de discos gramofónicos, tecnología conocida por el nombre de sonido en disco; a las grabaciones se les llamaba a menudo "discos berlineses" (Berliner Discs), en honor de uno de los principales inventores en el campo, el germano-estadounidense Emile Berliner. Léon Gaumont mostró un sistema que involucraba sincronización mecánica entre un proyector de cine y un plato de tocadiscos en la Exposición Universal de París de 1900. En 1902, su Cronófono, que involucraba una conexión eléctrica que Gaumont había patentado recientemente, fue mostrado en la Sociedad Fotográfica Francesa. Cuatro años más tarde, introdujo el Elgéphone, un sistema de amplificación de aire comprimido basado en el Auxetophone, desarrollado por los inventores británicos Horace Short y Charles Parsons y comercializado por la compañía estadounidense Victor Talking Machine. A pesar de las altas expectativas, las innovaciones de sonido de Gaumont tuvieron solo un éxito comercial limitado; aunque se hicieron mejoras, estas aún no solucionaban satisfactoriamente los problemas básicos con el sonido en el cine y eran además caras. Durante algunos años, el Cameraphone del inventor estadounidense E. E. Norton fue el principal competidor del sistema de Gaumont (algunas fuentes difieren en si el Cameraphone estaba basado en disco o en cilindros); al final falló por muchas de las mismas razones que ocurrieron con el Chronophone. A finales de 1910, el movimiento en el cine sonoro se había detenido.
Las innovaciones continuaron en otros frentes. En 1907, al francés Eugene Lauste —que había trabajado en el laboratorio de Thomas Edison entre 1886 y 1892— se le otorgó la primera patente de tecnología de sonido óptico, involucrando la transformación del sonido en ondas de luz que eran grabadas fotográficamente de forma directa en celuloide. Como describía el historiador Scott Eyman,

"Era un sistema doble, esto es, el sonido estaba en una parte diferente del celuloide que la imagen... En esencia, el sonido se capturaba con un micrófono y se traducía en ondas de luz a través de una válvula de luz, una delgada cinta de metal sensible sobre una diminuta hendidura. El sonido que llegaba a esta cinta se convertiría en luz por la vibración del diafragma, enfocando las ondas de luz resultantes a través de la hendidura, donde sería fotografiado en una parte del celuloide, en una cinta de una décima parte de pulgada de ancho".

Aunque el sonido óptico finalmente se convertiría en el estándar universal para cine sonoro sincronizado, Lauste nunca explotó con éxito sus innovaciones, que llegaron en efecto a un callejón sin salida. En 1913, Edison introdujo un nuevo aparato de sonido sincronizado basado en cilindros como su sistema de 1895 llamado Kinetophone; en vez de mostrar las películas individualmente en el cuarto del kinetoscope, ahora se proyectaban en una pantalla. El tocadiscos se conectaba por una complicada serie de poleas hasta el proyector de cine, permitiendo —bajo condiciones ideales— la sincronización. Las condiciones, sin embargo, eran raramente ideales, y el nuevo y mejorado Kinetophone fue retirado después de poco más de un año.
Otras películas sonoras, basadas en una variedad de sistemas, fueron hechas antes de los años 1920, generalmente con intérpretes sincronizando los labios con grabaciones de audio previamente hechas. La tecnología era mucho más adecuada para propósitos comerciales, y durante muchos años los jefes de los principales estudios de cine de Hollywood vieron poco beneficio en producir películas sonoras. Así estas películas fueron relegadas, junto con las películas de color, a un segundo plano.

### Innovaciones cruciales
Un número de desarrollos tecnológicos contribuyeron a hacer el cine sonoro comercialmente viable a finales de la década de 1920. Dos involucraron acercamientos opuestos para la reproducción de sonido sincronizado o playback:
Sonido óptico avanzado
En 1919, al inventor estadounidense Lee De Forest se le otorgaron varias patentes que llevarían a la primera tecnología de sonido óptico con aplicación comercial. En el sistema de De Forest, la pista de sonido era grabada fotográficamente en un lado de la cinta de la película para crear una copia compuesta o "casada". Si se conseguía una correcta sincronización del sonido y la imagen en la grabación, se podía confiar absolutamente en la reproducción. Durante los siguientes cuatro años, mejoró su sistema con la ayuda de material y patentes autorizadas por otro inventor estadounidense en el campo, Theodore Case. Entre las muchas filmaciones que hizo De Forest mientras probaba y perfeccionaba su sistema, se ha encontrado en la Biblioteca del Congreso de Estados Unidos una cinta sonora en la que aparece Concha Piquer. En la University of Illinois, el ingeniero investigador de origen polaco Joseph Tykociński-Tykociner estuvo trabajando independientemente en un proceso similar. El 9 de junio de 1922, hizo la primera demostración de una película con sonido óptico a los miembros de la American Institute of Electrical Engineers. Como con Lauste, el sistema de Tykociner nunca tuvo ventajas comerciales; sin embargo, el de De Forest, pronto lo haría.
El 15 de abril de 1923, en el Teatro Rivoli de la ciudad de Nueva York, se proyectó la primera película comercial con sonido óptico, el estándar futuro: una serie de cortos bajo la bandera de De Forest Phonofilms, acompañando una película muda. En junio de ese año, De Forest entró en una batalla legal con un empleado, Freeman Harrison Owens, por el derecho de una de las patentes cruciales de Phonofilm. Aunque De Forest finalmente ganó el caso en los tribunales, Owens es hoy en día reconocido como un innovador central en el campo. Ese mismo año, Lee DeForest presentó también la película Conchita Piquer, con la cantante española del mismo nombre recitando y cantando en español y portugués. El año siguiente, el estudio de De Forest estrenó la primera película comercial dramática sonora, la película de dos bobinas Love's Old Sweet Song, dirigida por J. Searle Dawley protagonizada por Una Merkel. La especialidad de Phonofilms, no obstante, no eran dramas originales sino documentales de celebridades, actos de música popular y actuaciones de comedia. El Presidente Calvin Coolidge, el cantante de ópera Abbie Mitchell y estrellas de vodevil como Phil Baker, Ben Bernie, Eddie Cantor y Oscar Levant aparecieron en las películas de la firma. Hollywood permaneció receloso, incluso temeroso, de la nueva tecnología. Como el editor de Photoplay James Quirk puso en marzo de 1924, "Las películas sonoras son perfeccionadas, dice Dr. Lee De Forest. "También lo es el aceite de ricino." El proceso de De Forest continuó usándose en 1927 en los Estados Unidos en docenas de cortos de Phonofilms; en el Reino Unido fue usado unos pocos años más para tanto cortometrajes como largometrajes por British Sound Film Productions, una filial de British Talking Pictures, que compró los principales activos de Phonofilm. A finales de 1930, el negocio de Phonofilm sería liquidado.
En Europa, otros también estaban trabajando en el desarrollo de sonido óptico. El mismo año que De Forest recibió sus primeras patentes en el campo, tres inventores alemanes patentaron el sistema de sonido Tri-Ergon. El 17 de septiembre de 1922, presentaron una proyección pública de producciones con sonido óptico incluyendo una película sonora dramática, Der Brandstifter (El pirómano) ante una audiencia invitada en el Alhambra Kino de Berlín. En 1923, dos ingenieros daneses, Axel Petersen y Arnold Poulsen, patentaron un sistema en donde el sonido era grabado en tiras de diapositivas separadas funcionando en paralelo con la bobina de imágenes. Gaumont autorizaría y pondría brevemente la tecnología para uso comercial bajo el nombre Cinéphone. Fue una competición nacional, sin embargo, lo que llevaría al eclipse de Phonofilms. En septiembre de 1925, el acuerdo de trabajo entre De Forest y Case había fracasado. El julio siguiente, Case se unió a Fox Film, el tercer estudio más grande de Hollywood, para fundar la Fox-Case Corporation. El sistema desarrollado por Case y su ayudante, Earl Sponable, con el nombre de Movietone, se convirtió en la primera tecnología de sonido óptico viable controlada por un estudio cinematográfico de Hollywood. Al año siguiente, Fox compró los derechos en América del Norte del sistema Tri-Ergon, aunque la empresa lo encontró inferior a Movietone y virtualmente imposible de integrar los dos sistemas diferentes para aprovecharlos. En 1927, también, Fox retuvo los servicios de Freeman Owens, que tenía una particular habilidad en construir cámaras para películas sonoras sincronizadas.
Advanced sound-on-disc
En paralelo con las mejoras en la tecnología sound-on-film, un número de empresas estaban haciendo progresos con sistemas en donde el sonido de la película era grabado en discos fonográficos. En la tecnología sound-on-disc de la era, un plato fonográfico era conectado por un entrelazado mecánico a un proyector de cine especialmente modificado, permitiendo sincronización. En 1921, el sistema sound-on-disc Photokinema desarrollado por Orlando Kellum fue empleado para añadir secuencias de sonido sincronizado a la fallida película muda Dream Street de D. W. Griffith. Una canción de amor, interpretada por la estrella Ralph Graves, fue grabada, como también lo fue una introducción hablada y una secuencia de efectos sonoros de una multitud. Aparentemente, las escenas de diálogo también fueron grabadas, pero los resultados fueron insatisfactorios y la película que las incorporaba nunca fue estrenada públicamente. El 1 de mayo de 1921, Dream Street fue reestrenada, con la canción de amor añadida, en el teatro Town Hall de la ciudad de Nueva York, calificándola, por azar, como el primer largometraje con una secuencia vocal grabada en directo. Sin embargo, debido a que la calidad del sonido era deficiente y a que ningún otro cine contaba con la tecnología para exhibirla con sonido, no tuvo mucho recorrido. El 29 de mayo, "Dream Street" se estrenó en el Shubert Crescent Theatre de Brooklyn junto con un programa de cortometrajes realizados en Photokinema. Sin embargo, no tuvo éxito comercial y la exhibición fue cancelada.
En 1925, Warner Bros., entonces un pequeño estudio de Hollywood, comenzó a experimentar con los sistemas sound-on-disc en los Vitagraph Studios de Nueva York, que había comprado recientemente. La tecnología de Warner Bros., llamada Vitaphone, fue introducida públicamente el 6 de agosto de 1926, con el estreno de la película de casi tres horas Don Juan; el primer largometraje en emplear un sistema de sonido sincronizado de cualquier tipo durante toda la película, su banda sonora contenía música y efectos de sonido, pero no diálogo grabado. En otras palabras, había sido pensada y rodada como una película muda. Acompañando a Don Juan, no obstante, había ocho cortos de interpretaciones musicales, la mayoría clásicas, así como una introducción filmada de cuatro minutos por Will H. Hays, presidente de la Motion Picture Association of America, todo con sonido grabado en directo. Estas fueron las verdaderas primeras películas sonoras exhibidas por un estudio de Hollywood. Don Juan no sería estrenado de forma general hasta febrero del año siguiente, haciendo de la técnicamente similar The Better 'Ole, presentada por Warner Bros. en octubre de 1926, el primer largometraje con sonido sincronizado durante toda la película para mostrarse a una amplia audiencia. Los hermanos Elisa Cansino y Eduardo Cansino, que formaban la pareja de baile conocida como Dancing Cansinos, fueron los protagonistas del considerado el primer corto sonoro de la historia, La Fiesta.
Sound-on-film
Este sistema finalmente tendría éxito, respecto al método sound-on-disc por un número de ventajas técnicas fundamentales:
- Sincronización: ningún sistema de entrelazado era completamente fiable, y el sonido podía desincronizarse debido a saltos en el disco o cambios de minutos en la velocidad de la película, requiriendo la supervisión constante y el ajuste manual frecuente.
- Edición: los discos no podían ser editados directamente, limitando severamente la capacidad de hacer alteraciones en sus películas acompañantes después de la edición original.
- Distribución: los discos fonográficos añadían gastos y complicación extra a la distribución de películas.
- Uso y desgaste: el proceso físico de reproducir los discos los degradaba, requiriendo su reemplazo después de aproximadamente veinte proyecciones.

Sin embargo, en los primeros años, sound-on-disc tuvo ventajas sobre el sound-on-film de dos maneras considerables:
- Costo de producción y capital: era generalmente menos caro grabar sonido en un disco que en el celuloide y los sistemas de exhibición principales —tocadiscos/entrelazado/proyector— eran más baratos de fabricar que los complejos proyectores que leían los patrones de imagen y sonido requeridos por sound-on-film.
- Calidad de audio: los discos de gramófono, los Vitaphone en particular, tenían un rango dinámico superior al de la mayoría de los procesos sound-on-film del tiempo, al menos durante las primeras reproducciones, mientras el sound-on-film tendía a tener una mejor respuesta en frecuencia, esto era superado por una mayor distorsión y ruido.

A medida que la tecnología sound-on-film mejoraba, estas dos desventajas fueron superadas.
El tercer conjunto de innovaciones cruciales marcó un importante paso hacia adelante en tanto la grabación en directo del sonido como su eficaz reproducción:
Grabación y amplificación electrónica de fidelidad
Comenzando en 1922, la rama de investigación de la división manufacturera Western Electric de AT&T comenzó trabajando intensivamente en la tecnología de grabación para tanto sound-on-disc como sound-on-film. En 1925, la empresa introdujo públicamente un sistema de audio electrónico muy mejorado, incluyendo micrófonos de condensador sensibles y grabadores de línea de caucho. En ese mes de mayo, la empresa autorizó al empresario Walter J. Rich explotar el sistema para películas comerciales; fundó Vitagraph, que Warner Bros. adquirió una parte de interés en solo un mes después. En abril de 1926, los hermanos Warner firmaron un contrato con AT&T por el uso exclusivo de su tecnología de sonido para películas para la reapodada operación Vitaphone, llevando a la producción de Don Juan y sus cortos acompañantes durante los siguientes meses. Durante el periodo en que Vitaphone tuvo acceso exclusivo a las patentes, la fidelidad de las grabaciones hechas para las películas de los Warner fue considerablemente superior a esas hechas por los competidores sound-on-film de la empresa. Mientras tanto, Bell Labs —el nuevo nombre para las operaciones de investigación de AT&T— estaba trabajando a un ritmo frenético en tecnología sofisticada de amplificación de sonido que permitiría a las grabaciones ser reproducidas sobre altavoces a un volumen que llenara el teatro. El nuevo sistema de altavoces de bobina móvil fue instalada en el Teatro de Warner en Nueva York a finales de julio y su patente de presentación, para lo que Western Electric llamó el receptor número 555, fue rellenada el 4 de agosto, solo dos días antes del estreno de Don Juan.
Más tarde en ese mismo año, AT&T/Western Electric creó una división de licencias, Electrical Research Products Inc. (ERPI), para gestionar los derechos de la tecnología de audio de la empresa. Vitaphone seguía teniendo exclusividad legal, pero habiendo faltado en sus pagos de regalías, el control efectivo de los derechos estaba en manos de ERPI. El 31 de diciembre de 1926, los Warner concedieron a Fox-Case una sublicencia por el uso del sistema de Western Electric a cambio de una parte de los ingresos que irían directamente a ERPI. Las patentes de los tres negocios eran con licencia cruzada. Ahora estaba disponible una tecnología de grabación y amplificación superior para dos estudios de Hollywood, persiguiendo dos métodos muy diferentes de reproducción de sonido. El nuevo año vería finalmente la aparición del cine sonoro como un medio comercial significativo.

### Triunfo de las películas sonoras
En febrero de 1927, fue firmado un acuerdo por cinco importantes productoras de Hollywood —las llamadas Dos Grandes, Paramount y MGM, así como First National (una vez en el ranking de la industria junto con Fox, pero ahora en declive), la de medio tamaño Universal, y la pequeña pero prestigiosa Producers Distributing Corporation (PDC) de Cecil B. DeMille— para seleccionar colectivamente solo un proveedor para la conversión de sonido. El grupo de las cinco entonces se puso cómodo y esperó para ver que tipo de resultados proponían los precursores. En mayo, Warner Bros. revendió sus derechos de exclusividad a ERPI (junto con la sublicencia Fox-Case) y firmó un nuevo contrato de regalía similar al de Fox para el uso de la tecnología de Western Electric. A medida que Fox y los Warner avanzaron con el cine sonoro en diferentes direcciones, tanto tecnológicamente como comercialmente —Fox con noticiarios y después dramas musicales, los Warner con películas habladas— también lo hizo ERPI, que buscó hacerse con el mercado firmando con cinco importantes aliados.
Todas las películas sonoras del año 1927 se aprovecharon de las celebridades preexistentes. El 20 de mayo de 1927, en el Teatro Roxy de Nueva York, Fox Movietone presentó una película sonora del despegue del célebre vuelo a París de Charles Lindbergh, grabado más temprano ese mismo día. En junio, un noticiario sonoro de Fox se muestra presentando su bienvenida de vuelta a Nueva York y Washington, D. C. Estas fueron las dos películas sonoras más aclamadas hasta la fecha. También en mayo, Fox estrenó la primera película de Hollywood de ficción con diálogo sincronizado: el corto They're Coming to Get Me, protagonizado por el cómico Chic Sale. Después de reestrenar unos pocos éxitos de películas mudas, como El séptimo cielo, con música grabada, Fox sacó su primera película original Movietone el 23 de septiembre: Amanecer, por el aclamado director alemán F. W. Murnau. Como con Don Juan, la banda sonora de la película estaba compuesta de música y efectos de sonido (incluyendo, en un par de escenas llenas de gente, conversaciones no específicas). Luego, el 6 de octubre de 1927, se estrenó El cantante de jazz de Warner Bros. Fue un gran éxito en taquilla para el estudio de tamaño medio, ganando un total de 2,6 millones de dólares en los Estados Unidos y en el extranjero, casi un millón de dólares más que el anterior récord para una película de los Warner. Producida con el sistema Vitaphone, la mayor parte de la película no contiene audio grabado en directo, dependiendo, como Amanecer y Don Juan, en su música y efectos sonoros. Cuando la estrella de la película, Al Jolson, canta, no obstante, la película cambia a sonido grabado en el plató, incluyendo tanto sus interpretaciones musicales como dos escenas con discurso improvisado—uno del personaje de Jolson, Jakie Rabinowitz (Jack Robin), dirigiéndose a la audiencia de un cabaré; el otro un intercambio de opiniones entre él y su madre. Aunque el éxito de El cantante de jazz fue debido en gran parte a Jolson, ya establecido como una de las más grandes estrellas musicales de Estados Unidos, y su uso limitado de sonido sincronizada apenas se calificaba como una innovadora película sonora (sino como la "primera"), los considerables beneficios fueron prueba suficiente para la industria de que valía la pena invertir en la tecnología.
El desarrollo del cine sonoro comercial había avanzado a rachas antes de El cantante de jazz, y el éxito de la película no cambió las cosas de la noche a la mañana. No fue hasta mayo de 1928 cuando los cuatro principales reacios (PDC había abandonado la alianza) —junto con United Artists y otros— firmaron con ERPI para la conversión de las instalaciones de producción y los teatros para el cine sonoro. Inicialmente, todos los teatros cableados por ERPI fueron hechos compatibles con Vitaphone; la mayoría estaban equipados para proyectar bobinas Movietone también. Incluso con el acceso a ambas tecnologías, no obstante, la mayoría de las empresas de Hollywood continuaron siendo lentas para producir películas habladas propias. Ningún estudio aparte de Warner Bros. estrenaron ni una película con partes sonoras hasta que el pequeño Film Booking Offices of America (FBO) estrenó Perfect Crime el 17 de junio de 1928, ocho meses después de El cantante de jazz. FBO había caído bajo el control efectivo de un competidor de Western Electric, la división RCA de General Electric, que estaba buscando comercializar su nuevo sistema sound-on-film, Photophone. A diferencia del Movietone de Fox-Case y el Phonofilm de De Forest, que eran sistemas de densidad variable, Photophone era un sistema de área variable —un refinamiento en la manera que la señal de audio era inscrito en el celuloide que se convertiría finalmente en la regla—. (En ambos sistemas, una lámpara especialmente diseñada, la exposición de cual con el celuloide es determinada por la entrada de audio, es usada para grabar el sonido fotográficamente como una serie de líneas minúsculas. En un proceso de densidad variable, las líneas son de oscuridad variable; en un proceso de área variable, las líneas son de anchura variable). Para octubre, la alianza FBO-RCA llevaría a la creación de un nuevo e importante estudio de Hollywood, RKO Pictures.
Mientras tanto, Warner Bros. había estrenado tres películas habladas más en la primavera, todas rentables, pero no al nivel de El cantante de jazz: en marzo apareció The Tenderloin; fue nombrada por los Warner como la primera película en donde los personajes pronunciaban sus partes, aunque solo 15 de sus 88 minutos tenían diálogo. En abril le siguió Glorious Betsy y The Lion and the Mouse (31 minutos de diálogo) en mayo. El 6 de julio de 1928 se estrenó la primera película completamente hablada, Lights of New York. La película costó a Warner Bros. solo 23 000 de dólares para producirse, pero ganó 1,2 millones de dólares, una tasa récord de rendimiento superando el 5000 %. En septiembre, el estudio estrenó otra película con partes habladas con Al Jolson, The Singing Fool, que dobló con creces el récord de beneficios de El cantante de jazz para una película de los Warner. Este segundo éxito de pantalla de Jolson demostró la capacidad de una película musical de transformar una canción en un éxito nacional: el siguiente verano, el número de Jolson "Sonny Boy" se había anotado unas ventas de 2 millones de discos y 1,25 millones de partituras. En septiembre de 1928 se estrenó Dinner Time de Paul Terry que fue uno de los primeras dibujos animados producidos con sonido sincronizado. Después de ver esto, Walt Disney decidió hacer uno de sus cortos de Mickey Mouse, Steamboat Willie, también con sonido.
A lo largo de 1928, a medida que Warner Bros. comenzó a recoger grandes beneficios debido a la popularidad de sus películas sonoras, los otros estudios aceleraron el ritmo de su conversión a la nueva tecnología. Paramount, el líder de la industria, sacó su primera película hablada a finales de septiembre, Beggars of Life; aunque tenía solo unas pocas líneas de diálogo, demostró el reconocimiento del estudio del poder del nuevo medio. Interference, la primera película completamente hablada de Paramount, debutó en noviembre. Las expectativas cambiaron rápidamente, y la "moda" de 1927 se convirtió en un procedimiento estándar para 1929. En febrero de 1929, dieciséis meses después del debut de El cantante de jazz, Columbia Pictures fue el último de los ocho estudios que serían conocidos como "grandes" durante la Edad de Oro de Hollywood en estrenar su primera película con partes habladas, Lone Wolf's Daughter. La mayoría de los cines estadounidenses, especialmente fuera de áreas urbanas, no estaban aún equipados para el sonido y los estudios no estaban completamente convencidos del interés universal de las películas habladas —a mediados de los años 1930, la mayoría de las películas de Hollywood eran producidas en versiones duales, tanto muda como sonora. Aunque pocos en la industria lo predijeron, el cine mudo como un medio comercial viable en los Estados Unidos sería pronto algo más que un recuerdo. La última película mayoritaria completamente muda sacada por uno de los estudios grandes de Hollywood fue el western Points West de Hoot Gibson, estrenado por Universal Pictures en agosto de 1929. Un mes antes, la primera película completamente en color y completamente hablada se había estrenado públicamente: On with the Show! de Warner Bros.

### La transición: Europa
El cantante de jazz tuvo su estreno sonoro europeo en el Piccadilly Theatre de Londres el 27 de septiembre de 1928. Según el historiador de cine Rachael Low, "Muchos en la industria se dieron cuenta de una vez que el cambio a la producción con sonido era inevitable." El 16 de enero de 1929, se estrenó la primera película europea con una interpretación vocal sincronizada y música grabada: la producción alemana Ich küsse Ihre Hand, Madame (Beso tu mano, Madame). Una película sin diálogos que contiene solo unos pocos minutos de canto por la estrella Richard Tauber, puede pensarse como la combinación del Viejo Mundo de Dream Street y Don Juan. La película fue hecha con el sistema sound-on-film controlado por la firma germano-holandesa Tobis, herederos corporativos del negocio Tri-Ergon. Con un ojo hacia dominar el emergente mercado europeo de cine sonoro, Tobis entró en un pacto con su principal competidor, Klangfilm, una filial de Allgemeine Elektrizitäts Gesellschaft (AEG). A principios de 1929, los dos negocios comenzaron a comercializar juntos sus tecnologías de grabación y reproducción. A medida que ERPI comenzó a cablear cines alrededor de Europa, Tobis-Klangfilm reclamó que el sistema de Western Electric infringía las patentes de Tri-Ergon, paralizando la introducción de la tecnología estadounidense en muchos lugares. Así como RCA había entrado en el negocio del cine para maximizar el valor de su sistema de grabación, Tobis también estableció sus propias casas de producción, llevadas por la alemana Tobis Filmkunst.
A lo largo de 1929, la mayoría de los principales países europeos creadores de películas comenzaron a unirse a Hollywood en la conversión hacia el sonido. Muchas de las películas habladas europeas que crearon moda estuvieron rodadas en el extranjero con estudios arrendados de las empresas de producción mientras las suyas estaban siendo convertidas o mientras comercializaban deliberadamente mercados que hablaban diferentes idiomas. Uno de las primeras películas dramáticas habladas de Europa fue creada en un tipo diferente de opción sobre la creación de películas multinacionales: The Crimson Circle fue una coproducción entre la empresa Efzet-Film del director Friedrich Zelnik y British Sound Film Productions (BSFP). En 1928, la película había sido estrenada como la película muda Der Rote Kreis en Alemania, donde fue rodada; El diálogo inglés fue aparentemente doblado mucho más tarde usando el proceso Phonofilm de De Forest controlado por la compañía matriz de BSFP. Se le dio un estreno comercial británico en marzo de 1929, ya que era una película con partes habladas hecha completamente en el Reino Unido: The Clue of the New Pin, un producción de British Lion usando el sistema Photophone británico sound-on-disc. En mayo, Black Waters, se estrenó comercialmente una producción de British and Dominions Film Corporation que se promocionó como la primera película completamente hablada en el Reino Unido; había sido rodada completamente en Hollywood con un sistema sound-on-film de Western Electric. Ninguna de estas películas tuvo mucho impacto. La primera película dramática hablada europea que tuvo éxito fue la completamente británica Blackmail. Dirigida por Alfred Hitchcock con veintinueve años, la película tuvo su debut en Londres el 21 de junio de 1929. Originalmente rodada como película muda, Blackmail fue parcialmente rodada de nuevo para incluir secuencias de diálogo, junto con música y efectos de sonido, antes de su estreno. Una producción de British International Pictures (BIP), fue grabada en RCA Photophone con General Electric habiendo comprado una parte de AEG para obtener acceso a los mercados de Tobis-Klangfilm. Blackmail tuvo un éxito considerable; la reacción de las críticas también fue positiva—el célebre cascarrabias Hugh Castle, por ejemplo, dijo sobre ella que "quizá es la mezcla más inteligente de sonido y silencio que hemos visto hasta ahora."
El 23 de agosto, la industria cinematográfica austríaca sacó una película sonora: Geschichten aus der Steiermark (Historias de Estiria), una producción de Eagle Film-Ottoton Film. El 30 de septiembre, se estrenó la primera película hablada dramática hecha completamente en alemán, Das Land ohne Frauen (La tierra sin mujeres). Una producción de Tobis Filmkunst, una cuarta parte de la película contenía diálogos, que fueron estrictamente segregados de los efectos especiales y la música. La respuesta estuvo por debajo de lo esperado. La primera película hablada de Suecia, Konstgjorda Svensson (Svensson artificial), se estrenó el 14 de octubre. Ocho días más tarde, Aubert Franco-Film sacó Le Collier de la reine (El collar de la Reina), rodada en el estudio de Epinay cerca de París. Concebida como una película muda, se le dio una música grabada en Tobis y una única secuencia hablada —la primera escena de diálogos en una película francesa—. El 31 de octubre, Les Trois masques (Las tres máscaras) debutó; una película Pathé-Natan, es generalmente considerada como una de las primeras películas habladas francesas, aunque fue rodada, como Blackmail, en el Elstree studio, a las afueras de Londres. La empresa de producción contrató a RCA Photophone y Gran Bretaña tenía entonces la instalación más cercana con el sistema. La película hablada La Route est belle (La ruta es bella) de Braunberger-Richebé, también rodada en Elstree, le siguió pocas semanas después. Antes de que los estudios de París estuviera completamente equipados para el sonido—un proceso que se extendió bien en 1930—un número de otras tempranas películas habladas francesas se rodaban en Alemania. La primera película completamente hablada alemana, Atlantik (Atlántico), se estrenó en Berlín el 28 de octubre. Aunque era otra película hecha en Elstree, fue algo menos alemana de corazón que Les Trois masques y La Route est belle francesas; una producción BIP con un escenarista británico y un director alemán, fue también rodada en inglés como Atlantic. La producción enteramente alemana Dich hab ich geliebt (Porque te amé) de Aafa-Film abrió tres semanas y media más tarde. No fue la "primera película hablada de Alemania", como el marketing denía, pero fue la primera en estrenarse en los Estados Unidos.
Se estrena el 7 de enero de 1930 la primera película sonora de España, Fútbol, amor y toros, dirigida por Florián Rey y seguida 4 días después por El misterio de la Puerta del Sol, dirigida por Francisco Elías Riquelme, cuyo rodaje inicio entre octubre y noviembre de 1929. En 1930, se estrenaron las primeras películas habladas polacas, usando sistemas sound-on-disc: Moralność pani Dulskiej (La moralidad de Mrs. Dulska) en marzo y la película completamente hablada Niebezpieczny romans (Peligrosas aventuras amorosas) en octubre. En Italia, cuya industria había sido vibrante se había convertido en moribunda a finales de los años 1920, la primera película hablada, La Canzone dell'amore (La canción del amor), también salió en octubre; en dos años, el cine italiano estaría disfrutando de un resurgimiento. La primera película hablada en checo debutó también en 1930, Tonka Sibenice. Varios países europeos con menores posiciones en el campo también produjeron su primera película hablada—Bélgica (en francés), Dinamarca, Grecia y Rumanía. La robusta industria cinematográfica de la Unión Soviética sacó sus primeras películas sonoras en 1931: la película de no ficción Entuziazm de Dziga Vertov, con una banda sonora experimental y sin diálogos, fue estrenada en la primavera. En el otoño, el drama Putyovka v zhizn de Nikolai Ekk, se estrenó como la primera película hablada del país.
En la mayor parte de Europa, la conversión de los lugares de exhibición se quedó bien atrás de la capacidad de producción, requiriendo que las películas habladas fueran producidas en paralelo con versiones mudas o simplemente presentadas sin sonido en muchos lugares. Mientras el ritmo de la conversión era relativamente rápido en Gran Bretaña —con más del 60% de los cines equipados para el sonido a finales de 1930, similar a la cifra de Estados Unidos— en Francia, en cambio, más de la mitad de los cines a escala nacional seguían proyectando cine mudo para finales de 1932. Según el erudito Colin G. Crisp, «La inquietud de resucitar el flujo de películas mudas fue frecuentemente expresado en la prensa industrial [francesa], y una gran parte de la industria seguía viendo el cine mudo como una perspectiva artística y comercial viable hasta alrededor de 1935.» La situación fue particularmente grave en la Unión Soviética; por la primavera de 1933, menos de uno de cada cien proyectores de cine en el país estaban equipados para el sonido.

### La transición al cine sonoro en Asia
Durante los años 1920 y 1930, Japón fue uno de los dos más grandes productores de cine en el mundo, junto con los Estados Unidos. Aunque la industria del cine del país estaba entre las primeras en producir tanto las películas sonoras como las películas habladas, la conversión completa al sonido avanzó mucho más lentamente que en Occidente. Parece que la primera película japonesa sonora, Reimai, fue hecha en 1926 con el sistema Phonofilm de De Forest. Usando el sistema sound-on-disc de Minatoki, el importante estudio Nikkatsu produjo un par de películas habladas en 1929: Taii no musume y Furusato, la última dirigida por Mizoguchi Kenji. El estudio rival Shochiku comenzó la producción exitosa de películas habladas sound-on-film en 1931 usando un proceso de densidad variable llamado Tsuchibashi. Dos años después, no obstante, más del 80% de las películas hechas en el país continuaban siendo mudas. Dos de los principales directores del país, Ozu Yasujiro y Naruse Mikio, no hicieron su primeras películas sonoras hasta 1935. Para 1938, más de un tercio de las películas producidas en Japón eran rodadas sin diálogo.
La popularidad duradera del medio mudo en el cine japonés se debía en gran parte a la tradición del benshi, un narrador en directo que interpretaba como acompañamiento a la proyección de la película. Como el director Kurosawa Akira describió más tarde, el benshi "no solo contaba el argumento de las películas, también realzaba el contenido emocional interpretando las voces y los efectos de sonido y proporcionando descripciones evocadoras de los eventos e imágenes en la pantalla. Los narradores más populares era estrellas por sí solas, únicos responsables del patrocinio de un cine particular." El historiador de cine Mariann Lewinsky expone,

El final del cine mudo en Occidente y en Japón fue impuesto por la industria y el mercado, no por ninguna necesidad interna o evolución natural... El cine mudo era una forma completamente madura y sumamente agradable. No le faltaba nada, al menos en Japón, donde había siempre la voz humana haciendo los diálogos y la narración. Las películas sonoras no eran mejores, sólo más económicas. Como propietario del cine ya no tenías que pagar un salario a los músicos y al benshi. Y un buen benshi era una estrella lo que exigía un pago de estrella.

De la misma manera, la viabilidad del sistema benshi facilitó una transición gradual al sonido—permitiendo a los estudios dispersar los costes capitales de la conversión y el tiempo de sus directores y equipo técnico para familiarizarse con la nueva tecnología.
La película en idioma mandarín Genu hong mudan, protagonizada por Butterfly Wu, se estrenó en 1930 como la primera película sonora de China. En febrero de ese mismo año, la producción fue aparentemente completada con una versión sonora de The Devil's Playground, calificándola discutiblemente como la primera película hablada australiana; sin embargo, la proyección de prensa de mayo de la ganadora del premio Commonwealth Film Contest Fellers es la primera exhibición pública verificable de una película hablada australiana. En septiembre de 1930, una canción interpretada por la estrella india Sulochana, extraída de la película muda Madhuri (1928), fue estrenada como un corto con sonido sincronizado, convirtiéndolo en una mini Dream Street asiática. El año siguiente, Ardeshir Irani dirigió la primera película hablada india, the hindi-urdu Alam Ara, y produjo Kalidas, principalmente en tamil con algo de telugú. El año 1931 también vio la primera película en idioma bengalí, Jamai Sasthi, y la primera película completamente hablada en telugú, Bhakta Prahlada. En 1932, Ayodhyecha Raja se convirtió en la primera película que sería estrenada en idioma maratí (aunque Sant Tukaram fue la primera que pasó por el proceso oficial de censura); la primera película en idioma guyaratí, Narsimha Mehta, y la completamente hablada en tamil, Kalava, debutaron también. El año siguiente, Ardeshir Iraní produjo la primera película hablada en idioma persa, Dukhtar-e-loor. También en 1933, se produjeron las primeras películas en idioma cantonés en Hong Kong—Sha zai dongfang y Liang xing; en dos años, la industria de cine local se había convertido completamente en sonora. En Corea, donde los byeonsa tenían un papel y un estatus similar al de los benshi japoneses, en 1935 se convirtió en el último país con una industria del cine significativa en producir su primera película hablada: Chunhyang-Jeon. Esta está basada en un cuento popular del siglo XVII del cual se han hecho hasta catorce versiones en películas hasta hoy en día.

### La transición al cine sonoro en América Latina
En 1929, el actor y director cubano René Cardona  filma en los Estados Unidos los primeros talkies o películas habladas, completamente en español, Sombras Habaneras (1929), con actores de varios países de habla hispana. En el periodo que va de 1929 a 1931, se filman en Estados Unidos varios talkies en español, sobresaliendo, entre ellas las películas Dios Y Ley (1929) actuada por Carmen Guerrero filmada en locaciones de Tehuantepec (México) y las playas de Malibú, California, Estados Unidos por el actor y director Guillermo Calles o Guillermo "Indio" Calles, Gitanos (1929) cortometraje de coproducción mexicano-estadounidense con la actuación de Emilio Fernández, Sombras de Gloria (1929) producida y actuada por Jose Bohr, la actriz y soprano cubana Carolina Segrera protagoniza el cortometraje sonoro en idioma español The Cuban Nightingale (1929) y después, se filma Charros, gauchos y manolas (1930), del director de orquesta catalán Xavier Cugat con las actuaciones de la actriz mexicana Delia Magaña y el actor argentino Paul Ellis. Thus is life (1930) (en Hispanoamérica "Así es la Vida") con la actriz Delia Magaña, The Cat Creeps ("La Voluntad del Muerto", en Hispanoamérica) (1930) y Drácula (1931) con la actriz mexicana Lupita Tovar y las películas Don Juan diplomático(1931) y El proceso de Mary Dugan(1931), con la actriz mexicana Celia Montalván.
El actor y cantante Carlos Gardel actuaría en películas filmadas en Joinville-le-Pont, Francia con la empresa americana Paramount: Las luces de Buenos Aires (1931), Espérame (1932), el cortometraje La casa es seria (1932), Melodía de arrabal (1932) y las películas realizadas junto a dicho artista en Long Island Nueva York: Cuesta abajo (1934), El tango en Broadway (1934), El día que me quieras (1935) y Tango bar (1935) y Cazadores de estrellas (1934) realizada en Hollywood, California. El Director de orquesta cubano Don Azpiazu musicalizó la película Espérame (1932) protagonizada por Gardel. Posteriormente filma en Nueva York, al lado del cantante cubano Antonio Machín, los cortometrajes sonoros Don Azpiazu and his cuban ensemble (1933) y  Don Azpiazu the Rhumba (1933),  en el sistema Movietone 

#### El cine sonoro en Argentina
Ya desde 1907 existieron intentos de realizar películas sonoras en la Argentina. Ese año, Eugenio Py junto con Enrique Lepage, hicieron experimentos usando fonógrafos de cilindro como fuente sonora. Aunque no sería hasta con la primera exhibición de un filme sonoro en Buenos Aires —siendo también la primera proyección de este tipo en América del Sur— a mediados de 1929, en que los cineastas argentinos vieron el potencial del cine sonoro en desmedro del entonces predominante cine mudo, tanto realizando filmes nuevos, o con la sonorización de filmes ya exhibidos. El primer filme sonoro sudamericano fue el cortometraje Mosaico Criollo (1929), realizado por el director Roberto Guidi quién usó el sistema Vitaphone siendo un éxito menor, pero que atrajo bastante atención por parte del público, después se filma el cortometraje El adiós del unitario, del director argentino Edmo Cominetti interpretada por la actriz  Nedda Francy y estrenada en 1931. También se filma en Argentina el primer largometraje sonoro Muñequitas Porteñas (1931) un melodrama filmado usando el sistema Vitaphone, y dirigido por José Agustín “El Negro” Ferreyra, Ferreyra ya había dado acompañamiento musical a las películas La canción del gaucho (1930) y El cantar de mi ciudad (1930). 
La primera serie de 10 cortometrajes con sonido óptico (Añoranzas, Canchero, El carretero (con Arturo de Nava), Enfundá la mandolina, Mano a mano  (con Celedonio Flores), Padrino pelao,  Rosas de otoño (con Francisco Canaro), Tengo miedo, Viejo smoking  y Yira… yira (con su creador, Enrique Santos Discépolo) con las actuaciones de Carlos Gardel que fueron filmados entre el 23 de octubre y el 3 de noviembre de 1930 por el director argentino Eduardo Morera  bajo el sistema óptico Phonofilm y estrenados el 3 de mayo de 1931 en el cine Astral, sito en la Corrientes 1641 de Buenos Aires, bajo el rubro de “Variedad musical”y la primera película animada con sonido de Latinoamérica (Peludópolis, hecha en 1931 por Quirino Cristiani).
Ya para 1933 la industria argentina abandonó el cine mudo, tras la fundación de los estudios Argentina Sono Film y Lumiton y el gran éxito de los primeros largometrajes nacionales que incorporan el sonido óptico: ¡Tango! (1933) y Los tres berretines (1933).

#### El cine sonoro en México
Entre 1927 y 1929, en Los Ángeles, California, el director Joselito Rodríguez desarrolla su propio equipo de sonido óptico. El 15 de septiembre de 1929 estrena su cortometraje con sonido óptico Himno Nacional de México en el cine Electric de la ciudad de Los Ángeles, después filma Sangre Mexicana(1929) con diálogos de la actriz Celia Montalván mediante el sistema óptico RCA Photophone y estrenada en los cines en mayo de 1931.Posteriormente,Joselito Rodríguez filma Fletonatiuh, Santos y Lee I y II (1930), La famosa Banda de Música de la Policía de México (1930) y sonoriza mediante su sistema óptico la serie americana The Indians are Coming (1930; R: Henry MacRae; producida por Adventure y distribuida por Universal Pictures).
En México se filma el largometraje sonoro El águila y el nopal (1929) del director Miguel Contreras Torres, mientras que el fundador del Partido Fascista de México, el político Gustavo Sáenz de Sicilia filma, en diciembre de 1928, la película La Boda de Rosario(1929), estrenada primero silente en febrero de 1929 y reestrenada sonorizada el 27 de abril de 1929 en el Teatro Iris acompañada de discos fonográficos con las actuaciones del actor y cantante cubano Juan José Martínez Casado y de la actriz Consuelo Frank. El Director de cine silente  José Manuel Ramos filma su primer cortometraje sonoro  Cautiva (1929).
La noche del 26 de abril de 1929 en el Teatro Imperial de la Ciudad de México, la Columbia Pictures estrena Submarine / Submarino de F. Capra (1928) la primera cinta sincronizada con ruidos incidentales que se conoce en el país. Casi un mes después, el 23 de mayo de 1929, con The Singing Fool / La última canción de L. Bacon (1929), la Warner da a conocer el vitáfono en el Cine Olimpia Distrito Federal.Posteriormente, Miguel Contreras Torres filmaría Protesta y toma de posesión del presidente, ingeniero Pascual Ortiz Rubio (1930) el mes de febrero, en la Ciudad de México y Soñadores de gloria (1930), en los Estados Unidos, con las actrices Medea de Novara y Emma Roldán, el director Salvador Pruneda filma Abismos ò Náufragos de la Vida(1930).Carlos o  Charles Amador   dirige el cortometraje   El Inocente(1929) y el largometraje  Terrible pesadilla  (1930).La película Los hijos del destino(1930) actuada por Juan José Martínez Casado y dirigida por Luis Lezama. El Director  Gabriel Soria filma la serie de 5 cortometrajes sonoros  Revista Excelsior (1930) y meses más tarde, se filma la primera película mexicana totalmente hablada, Más fuerte que el deber(1930), de Rafael J. Sevilla.En 1931 el director Alberto Méndez Bernal filma Contrabando, con las actuaciones del actor español Ramón Pereda y Virginia Zuri. Sin embargo, la poca preparación de los proyeccionistas con la adecuada sincronización de diálogos y canciones con las imágenes en el sistema sonoro de discos Vitaphone significó que casi todas fueran un rotundo fracaso en su exhibición pública.
La primera película sonora mexicana en tener éxito fue Santa(1931) (Exhibida en los cines en marzo de 1932) la cual utilizó el proceso de sistema óptico RCA Photophone actuada por  Lupita Tovar. Durante este tiempo el cine mexicano se consolidó con filmes como Una vida por otra(1932), El compadre Mendoza (1933), El prisionero 13 (1933) con el actor Alfredo del Diestro, La calandria(1933), El fantasma del convento(1934), Vámonos con Pancho Villa (1935) y Las mujeres mandan(1937), dirigidas por Fernando de Fuentes; Un espectador impertinente (1932), Mano a mano (1932), La Mujer del Puerto(1934), Celos (1935), Así es mi Tierra(1937) y Águila o Sol(1937)--las dos últimas con Mario Moreno "Cantinflas", todas ellas dirigidas dirigidas por Arcady Boytler y La sangre manda (1933), ¿Quién mató a Eva?(1934),Sueño de amor(1935) Luponini de Chicago (también conocida como El gran Luponini, Luponini o El manos sangrientas)(1935) y Marihuana(1936) que aborda el tema del narcotráfico y las adicciones, dirigidas con el cantante y actor chileno José Bohr. El Director español Juan Orol  produce la película  Sagrario(1933) con los actores Adriana Lamar, Ramón Pereda y Maria Luisa Zea. Después, dirige el film  ¿Mujeres sin alma, venganza suprema? (1934) estrenada en los cines en el año 1935,  Madre Querida(1935), Honrarás a tus padres  (1936),  El calvario de una esposa  (1936) y Eterna Mártir (1937). Con un rotundo éxito de taquilla.

##### La comedia ranchera
Es un género de nacimiento temprano derivado de la sonorización de los filmes. En 1936, Fernando de Fuentes dirige Allá en el Rancho Grande, la cual alcanza un éxito comercial sin precedentes en el cine mexicano. Plantea las bases para el desarrollo de los arquetipos de lo mexicano que posteriormente convertirían al género en uno de los más socorridos a nivel nacional. La característica más importante de las comedias rancheras radica en que, gracias a la sonorización cinematográfica, podían incluirse varios números musicales, canciones interpretadas por los protagonistas e insertadas en la trama de una forma diferente a la utilizada en el cine musical hollywoodense, más acostumbrado a los grandes números musicales con coreografías majestuosas.

#### El cine sonoro en el resto de América
Debido a la carencia de tradición cinematográfica, el resto de Latinoamérica tuvo adoptó el sonido de forma tadía.
Chile fue el tercer país en América Latina en tener cine sonoro con la primera exhibición en abril de 1930 en el teatro Victoria de Santiago. filmándose poco después las películas La calle del ensueño (1929), actuada por la actriz mexicana Amparito Arozamena y estrenada en 1930 con efectos sonoros y música, y Norte y sur (1933), totalmente hablada y estrenada en 1934, ambas de Jorge Délano. Durante este periodo Venezuela también realizó sus primeras sonoras: La Venus de Nacár (1931) dirigida por  Efraín Gómez  y estrenada en 1932 en el Teatro Maracay y Taboga (1938), esta última siendo la primera película venezolana con sonido óptico.
El primer filme de Colombia realizado con sonido óptico Pereira es la que invita a su gran carnaval (1936) producido por la Casa Filmadora Venus en la ciudad de Medellìn y  Los Primeros ensayos del cine parlante nacional (1937) con el sistema sonoro óptico Crono Fotófono, importado por los Hermanos Acevedo, ambos filmes, solo con un carácter marginal y experimental.
La primera película sonora boliviana fue  Hacia la gloria(1932) estrenada en 1933, sonorizada con el sistema Vitaphone, producida por Mario Camacho, José Jiménez y Raúl Durán y dirigida por el escritor, pintor y paisajista Arturo Borda, le seguirían películas sonoras como La Campaña del Chaco(1933) e Historia de la decadencia aymará (1933). En Ecuador la empresa Sono Filmes produce la película  Guayaquil de mis amores(1930), dirigida por Francisco Diumenjo. Posteriormente, La divina canción(1931) eIncendio(1931) realizadas por el director chileno Alberto Santana, las cuales incluyen canciones y sonidos incidentales. Pero es la película Se conocieron en Guayaquil  (1949) la primera considerada sonora de Ecuador, también filmada por Alberto Santana. La primera película sonora peruana fue Resaca (1934) que también dirigió Alberto Santana, ambientada en el mundo del boxeo, previamente a esto, se había sonorizado el documental La manifestación patriótica del 28 de mayo de 1933  (1933), y se inicia el corto periodo de auge de producción del llamado cine criollo. El primer largometraje documental sonoro en Paraguay, titulado  En el infierno del Chaco (1932), implementaba una banda de efectos sonoros y ruidos ambientales, dirigida por el fotógrafo argentino Roque Funes. En 1933 se filmó el primer largometraje documental con sonido óptico "La tierra de Guarán" en los campos de batalla de la guerra con Bolivia. En 1937 se filmó la primera película argumental paraguaya,Tierra de promisión como una coproducción paraguayo-argentina, en 35 milímetros, con sonido, dirigida por el alemán James Bauer, con guion y música del compositor paraguayo Remberto Giménez. En Uruguay, la cinta El pequeño héroe del Arroyo de Oro(1929) fue realizada como silente y que después seria sonorizada en el año 1933 para su reestreno con algunos diálogos y la primera película sonora uruguaya, totalmente hablada, que fue  Dos destinos (1935) estrenada en los cines en 1936, a las que siguieron ¿Vocación?(1938), Soltero soy feliz(1938) dirigida por Juan Carlos Patrón, y Radio Candelario (1939) dirigida por el escritor español Rafael Abellá.
La película cubana La Virgen de la Caridad (1930) protagonizada por Miguel Santosy dirigida por Ramón Peón incorporó algunos sonidos incidentales,Maracas y bongó (1932) es un cortometraje que incorpora sonido óptico coproducido por los cineastas Max Tosquella y Arturo “Musie” del Barrio. En 1937 se filma el primer largometraje sonoro cubano, La serpiente roja, del director español Juan Orol producida por Ernesto Caparrós con los actores Pituka de Foronda y Aníbal de Mar. En 1938, se filma la película sonora Siboney, también dirigida por Orol, con la actriz y cantante puertorriqueña María Antonieta Pons, aunque no sería estrenada hasta 1942. En 1938 se filman El Romance del Palmar (1938) dirigida por Ramón Peón con la actuación de la cantante Rita Montaner y Ahora Seremos Felices con las actrices Pituka de Foronda, Mapy Cortés y los actores Gustavo Rojo y Rubén Rojo. En 1939 se filma A Dangerous Adventure (originalmente Una Aventura Peligrosa)  también dirigida por Ramón Peón y actuada por Rosita Fornés y Aníbal de Mar.
La película brasileña Acabaram-se os Otários estrenada en los cines el 2 de septiembre de 1929, es el primer intento de incorporar algunas canciones con el sistema de discos Vitaphone al igual que en Límite(1930) estrenada en 1931, de Mario Peixoto que no fue bien recibida por el público; pero, eventualmente, fue vista como una obra maestra, junto con  Ganga Bruta (1933) de  Humberto Mauro filmada entre 1931 y 1932 y que transcurrido el año 1932 logra incorporar efectos sonoros como fondo musical y algunos breves diálogos en el sistema óptico Movietone  y que encuentra un rechazo entre los grupos más conservadores de la sociedad brasileña.
Con las cintas A Voz do Carnaval (1933) de Adhemar Gonzaga  y Humberto Mauro. Alô! Alô! Brasil (1935) y Alô! Alô! Carnaval (1936) del cineasta Luiz de Barros y la cinta de carnaval Tereré Não Resolve (1938) y Banana da Terra (1939) dirigida por Ruy Costa, cintas en las que actuaba la actriz Carmen Miranda. Así, se incorpora plenamente el sonido en el cine brasileño.
En Honduras, el cineasta José Bohr filma la película con sonido óptico Honduras(1937) y se filman documentales sonoros a lo largo de los años 40`s, pero es hasta la filmación de Mi amigo Ángel(1962) que se oficializa la industria fílmica en esa Nación. 
En Repùblica Dominicana, desde 1930, se incorporan efectos sonoros a los documentales dedicados al dictador Trujillo. Pero es en 1963, cuando el dramaturgo Franklin Domínguez rueda su largometraje  La silla,en donde denuncia los horrores del régimen de Trujillo y crea una filmografía no oficial. La primera película sonora filmada en Canadá es The Crimson Paradise(1933) Dirigida por Robert F. Hill con las actuaciones de Nick Stuart y estrenada en los Estados Unidos de América con el título de Fighting Playboy(1933).

### El cine sonoro en España y Portugal
Se dice que la primera película sonora en idioma español se hizo en los Estados Unidos de América, cuatro años antes que “The Jazz Singer“ (1927) (El Cantante de Jazz), que se considera como el primer largometraje sonoro de la historia del cine. En efecto, se ha encontrado en la Biblioteca del Congreso de Estados Unidos una cinta que demuestra que en 1923 se rodaron una serie de cortometrajes que fueron presentados el 15 de abril en el Teatro Rivoli de la ciudad de Nueva York. En él, aparece uno de once minutos de duración dirigido por el estadounidense Lee DeForest y protagonizado por la actriz y cantante española, Conchita Piquer. En el filme, la cupletista canta una Copla andaluza y una Jota Aragonesa en español y un Fado en portugués, lo que la convierte también en la primera película en lengua portuguesa con sonido.
Entre octubre y noviembre de 1929, se rodó el primer largometraje de la historia del cine sonoro español. Se trata de Fútbol, amor y toros, película dirigida por Florián Rey. El 7 de enero de 1930 se estrenó en Madrid en el Teatro de la Zarzuela. Esta película tuvo mucho éxito y recibió numerosos aplausos al final de la proyección. Se proyectó la película en otras ciudades como Barcelona, Zaragoza y Logroño.
Por otro lado, el mismo año se estrenó otra película sonora en España cuyo rodaje se hizo aproximadamente en las mismas fechas. Se trata de El misterio de la Puerta del Sol una película dirigida por Francisco Elías Riquelme. Esta película nació a raíz del encuentro entre el director y Lee DeForest. Elías, al volver a España, decidió producir una película sonora. La película trata de dos litonistas que se enteran del próximo rodaje en Madrid, su ciudad, de una película de Hollywood. Deciden llamar la atención cometiendo un asesinato. Esta comedia se estrenó el 11 de enero de 1930 en el Coliseo Castilla de Burgos ya que ni en Madrid ni en Barcelona se aceptó proyectarla. Esta película a diferencia de la anterior fue un completo fracaso. Las salas de proyección no estaban preparadas para el Phonofilm y el productor perdió una enorme suma de dinero.
Después de eso, la película quedó olvidada hasta que en 1981, la nieta del productor de la película, Feliciando Vitores, sacó la película durante una reunión de conservación en el Ateneo de Madrid. Ramón Rubio, presente en la reunión explica:

“Cuando me dijo que se trataba de “El misterio de la Puerta del Sol” comencé a llamarla insistentemente. Le propuse hacer un documento ante notario para que al menos nosotros conserváramos la película aunque siguiera siendo de su propiedad. Pero su padre no había dejado un buen recuerdo de sus andanzas por el cine. Me decía que estaba guardada en un trastero de un pueblo de Burgos. Y que cada año pasaba por ahí y la película estaba bien.

En 1995, por fin accedió a venderlo y se emprendió la restauración. El Phonofilm era un sistema complejo al que no estaban acostumbrados los restauradores por lo cual se tuvo que coger fotograma por fotograma para poder mejorar el sonido. Se realizaron copias de seguridad y se separó el sonido de las imágenes. La Filmoteca Española editó un DVD conmemorativo.
La pérdida de la cinta de Fútbol, amor y toros ha provocado la desaparición de la película tanto físicamente como de la memoria. La gran diferencia entre ésta y El misterio de la Puerta del Sol es su resistencia a lo largo de los años. Ya que una, a pesar de su fracaso, ha sobrevivido al paso de los años mientras que la otra, que tuvo mucho más éxito, desapareció por completo y a día de hoy no se ha encontrado ninguna copia. Lo único que queda de dicha película son las críticas y anuncios que aparecían en periódicos. Por lo tanto, El misterio de la Puerta del Sol y Fútbol, amor y toros, estrenadas con cuatro días de diferencia, son las dos películas que marcaron el principio del cine sonoro en España.
La Compañía Industrial Film Española S.A. (más conocida por su acrónimo CIFESA) fue fundada en Valencia durante la Segunda República Española, el 15 de marzo de 1932, como una productora independiente que hacía películas de acuerdo a los gustos populares. Aunque la creación se atribuye a la familia Casanova, quienes posteriormente se harían con la empresa, fueron los Trènor quienes la fundaron. En 1933 cuando la compañía ya pertenecía a la familia Casanova, consiguió la exclusividad para distribuir en España las películas de Columbia Pictures. En 1933 se habían rodado en España, en total 17 películas (4 en 1931, 6 en 1932 y 7 en 1933), y en 1934, 21, entre las cuales están El documental Las Hurdes, tierra sin pan (1933) del director Luis Buñuel y el primer éxito del cine español sonoro La hermana San Sulpicio (1934) de Florián Rey.
En los años 30 llegó a Portugal el cine sonoro, y en 1931 desaparecía "Invicta Filmes", así como las productoras menos reconocidas "Caldevilla Films" y "Fortuna Film"2. Al inicio de la década los actores y técnicos portugueses se desplazaban a París para rodar las versiones de los grandes éxitos norteamericanos. La calidad era inferior a la de los originales, pero los rendimientos económicos eran importantes, pues las versiones se proyectaban también en Brasil, donde el cine portugués gozaba de gran aceptación popular. La película A Severa (1931), es el primer filme rodado en Portugal que es posteriormente sonorizado en Francia y dirigido por Leitão de Barros. En 1932, se instalan los estudios Tobis Portuguesa, montados con material llegado de Alemania, de la empresa Tobis Klang Film. Será ahí donde se ruede la primera película sonora enteramente portuguesa:  La canción de Lisboa (1932). Su director es un arquitecto de renombre conquistado por el arte del celuloide: José Cottinelli Telmo (1897-1948). Por su parte, el Estado Nuevo ve en la historia y en las ancestrales costumbres portuguesas una fuente de inspiración para construir su régimen político, favoreciendo un cine poco original, lastrado por un costumbrismo artificioso cuyos protagonistas son los héroes históricos o folclóricos. Y esos seguirán siendo los contenidos durante esta década y la siguiente, donde el cine sonoro no haría otra cosa que continuar y asentar esta construcción cinematográfica basada en la ruralidad, la tradición y la historia como rasgos esenciales de la nacionalidad. Entre los años 1932 y 1939 se filman solo trece largometrajes en Portugal, ni siquiera una media de dos por año.

## Consecuencias

### Tecnología
A corto plazo, la introducción de la grabación del sonido en directo causó importantes dificultades en la producción. Las cámaras eran ruidosas, así que se usó un cuarto insonorizado en muchas de las primeras películas habladas para aislar el equipo ruidoso de los actores, a expensas de una drástica reducción en la libertad de movimiento de la cámara. Durante un tiempo, el rodaje con múltiples cámaras fue usado para compensar la pérdida de movilidad y técnicos de estudio innovadores pudieron a menudo encontrar maneras de liberar la cámara para rodajes particulares. La necesidad de estar dentro del rango de los micrófonos fijos significó que los actores a menudo también tuvieron que limitar sus movimientos de manera poco natural. Show Girl in Hollywood (1930), de First National Pictures (que Warner Bros. había comprado gracias a su rentable aventura con el sonido), ofrece una visión detrás de las cámaras de algunas de las técnicas que se usaban en el rodaje de las primeras películas habladas. Varios de los problemas fundamentales causados por la transición al sonido fueron solucionadas pronto con nuevas carcasas para las cámaras, diseñadas para ahogar el ruido y los micrófonos boom que podían mantenerse fuera del encuadre y moverse con los actores. Como describe David Bordwell, las mejoras tecnológicas continuaron a un ritmo rápido: «Entre 1932 y 1935, [Western Electric y RCA] crearon micrófonos direccionales, aumentaron el rango de frecuencias de las grabaciones, redujeron el ruido de tierra...y ampliaron el rango del volumen». Estos avances técnicos a menudo significaron nuevas oportunidades estéticas: «Aumentar la fidelidad de las grabaciones... realzó las espectaculares posibilidades del timbre vocal, el pitch y el volumen». Otro problema básico —célebremente parodiado en la película de 1952 Cantando bajo la lluvia— era que algunos actores de la era muda simplemente no tenían voces atractivas; aunque esta cuestión fue frecuentemente exagerada, hubo preocupaciones relativas a la calidad vocal general y el casting de intérpretes por su habilidades dramáticas en papeles que también requerían talento cantando. Para 1935, la regrabación de los diálogos por los actores originales o por diferentes actores en postproducción, se había convertido en una práctica habitual. El sistema de grabación ultravioleta introducido por RCA en 1936 mejoró la reproducción de silbidos y notas altas.

Con la adopción a gran escala de las películas habladas por Hollywood, la competencia entre los dos enfoques fundamentales para la producción de películas sonoras fue resuelto pronto. A lo largo de 1930-31, los únicos grandes estudios que usaban sound-on-disc, Warner Bros. y First National, se cambiaron a la grabación sound-on-film. La presencia dominante de Vitaphone en los cines equipados con sonido, sin embargo, significó que durante los siguientes años todos los estudios de Hollywood crearon y distribuyeron versiones sound-on-disc de sus películas junto con copias sound-on-film. Fox Movietone pronto siguió a Vitaphone en el desuso como un método de grabación y reproducción, dejando dos principales sistemas estadounidenses: el Photophone de área variable de RCA y el proceso propio de densidad variable de Western Electrics, una mejora sustancial sobre Movietone con licencias cruzadas. Con RCA tomando las riendas, las dos empresas matrices hicieron su material de proyección compatible, de manera que las películas rodadas con un sistemas se podían estrenar en cines equipados con el otro. Esto dejó una gran cuestión —el desafío Tobis-Klangfilm. En mayo de 1930, Western Electric ganó un juicio austríaco que vació la protección de ciertas patentes de Tri-Ergon, ayudando a traer Tobis-Klangfilm a la mesa de negociaciones. El siguiente mes se alcanzó un acuerdo sobre la autorización cruzada de patentes, completa compatibilidad de reproducción, y la división del mundo en tres zonas para la provisión de material. Como un informe contemporáneo describe:

Tobis-Klangfilm tiene los derechos exclusivos para proporcionar material en: Alemania, Danzig, Austria, Hungría, Suiza, Checoslovaquia, Holanda, las Indias Neerlandesas, Dinamarca, Suecia, Noruega, Bulgaria, Rumanía, Yugoslavia y Finlandia. Los estadounidenses tienen los derechos exclusivos para los Estados Unidos, Canadá, Australia, Nueva Zelanda, India y Rusia. Todos los otros países, entre ellos Italia, Francia e Inglaterra, están abierto a ambas partes.

El acuerdo no resolvía todas las disputas de patente y posteriores negociaciones y concordias fueron asumidas y firmadas a lo largo de los años 1930. También durante estos años, los estudios estadounidenses comenzaron a abandonar el sistema de Western Electric por el enfoque del Photophone de área variable de RCA —a finales de 1936, solo Paramount, MGM y United Artists seguían teniendo contratos con ERPI.

### Trabajo
Mientras la introducción de sonido llevó a un boom en la industria del cine, tuvo un efecto adverso en el empleo de una gran cantidad de actores de Hollywood. De repente esos sin experiencia teatral fueron considerados como sospechosos por los estudios; aquellos cuyas acentos eran muy pronunciados o de lo contrario voces discordantes que previamente habían sido ocultas fueron particularmente vulnerables. La carrera de la importante estrella de cine mudo Norma Talmadge efectivamente llegó a su fin de esta manera. El célebre actor suizo Emil Jannings regresó a Europa. La voz de John Gilbert era buena, pero la audiencia la encontró que difícilmente encajaba con su perfil de héroe, y su estrella se apagó también. La voz de Clara Bow fue a veces culpada por la desaparición de su brillante carrera, pero la verdad es que ella fue demasiado difícil de llevar. No solo el cine mudo había pasado de moda como un medio, las audiencias parecían percibir muchas estrellas asociadas con él como anticuadas, incluso aquellas que tenían el talento para triunfar en la era sonora. Lillian Gish se marchó, detrás del escenario, y otras figuras importantes pronto dejaron la actuación completamente: Colleen Moore, Gloria Swanson, y la pareja interpretativa más famosa de Hollywood, Douglas Fairbanks y Mary Pickford. Buster Keaton estaba ansioso de explorar el nuevo medio, pero cuando su estudio, MGM, hizo la conversión al sonido, él fue rápidamente despojado del control creativo. Aunque algunas de las primeras películas habladas de Keaton dieron impresionantes beneficios, eran artísticamente tristes.
Varias de las mayores atracciones del nuevo medio vinieron del vodevil y el teatro musical, donde los intérpretes como Jolson, Eddie Cantor, Jeanette MacDonald y los Hermanos Marx estaban acostumbrados a las demandas tanto de diálogo como de canciones. James Cagney y Joan Blondell, que habían trabajado en equipo en Broadway, fueron traídos juntos por Warner Bros. en 1930. Unos pocos actores fueron grandes estrellas durante tanto la era de cine mudo como la sonora: Richard Barthelmess, Clive Brook, Bebe Daniels, Norma Shearer, el dúo cómico de Stan Laurel y Oliver Hardy, y el incomparable Charlie Chaplin, cuyo Luces de la ciudad (1931) y Tiempos modernos (1936) utilizaron sonido casi exclusivamente para la música y los efectos. Janet Gaynor se convirtió en una superestrella con El séptimo cielo and Amanecer con sonido sincronizado pero sin diálogo, como lo hizo Joan Crawford con la tecnológicamente similar Vírgenes modernas (1928). Greta Garbo fue una hablante no nativa de inglés que consiguió el estrellato en Hollywood tanto en el cine mudo como en el sonoro.
A medida que surgían las películas habladas, con sus pistas musicales pregrabadas, un número creciente de músicos de orquestas de películas se encontraron sin trabajo. Se les usurpó más que solo su posición como acompañantes musicales en las películas; según el historiador Preston J. Hubbard, "Durante las interpretaciones musicales en directo de los años 1920 en cines de primera clase se convirtió en un aspecto tremendamente importante del cine estadounidense." Con la llegada de las películas habladas, estas interpretaciones—normalmente representados como preludios— fueron también en gran parte eliminadas. La American Federation of Musicians retiró anuncios de periódicos que protestaban por el reemplazo de músicos en directo por dispositivos mecánicos reproductores. Un anuncio de 1929 que apareció en el Pittsburgh Press presenta una imagen de una lata con la etiqueta "Música Enlatada / Marca Mucho Ruido / Garantía de producir ninguna reacción intelectual o emocional" y muestra en parte:

Música Enlatada en juicio

Este es el caso del Arte vs. Música Mecánica en los cines. El acusado se declara acusado en frente de la gente estadounidense de intentó de corrupción de la apreciación musical y desánimo de educación musical. Los cines en muchas ciudades están ofreciendo música mecánica sincronizada como un sustituto de la música real. Si el público que va al cine acepta este enviciamiento de su programa de entretenimiento un lamentable declive en el arte de la música es inevitable. Las autoridades musicales saben que el alma del arte se pierde en la mecanización. No puede ser de otra manera porque la calidad de la música es dependiente del estado de humor del artista, en el contacto humano, sin el cual la esencia de la estimulación intelectual y el éxtasis emocional se pierde.

### Comercio
En septiembre de 1926, Jack Warner, dueño de Warner Bros., afirmó que las películas habladas nunca serían viables: «Fallan en no tener en cuenta el lenguaje internacional de las películas mudas, y la participación inconsciente de cada espectador en crear la obra, la acción, el argumento y el diálogo imaginado por él mismo». Mucho para el beneficio de su empresa, se demostraría que se equivocaba —entre los años fiscales 1927-28 y 1928-29, los beneficios de los Warner aumentaron repentinamente de 2 millones de dólares a 14 millones de dólares. El cine sonoro, de hecho, era una clara bendición para todos los principales estudios de la industria. Durante el mismo período de doce meses, los beneficios de Paramount aumentaron en 7 millones de dólares, los de Fox en 3,5 millones de dólares, y los de Loew/MGM en 3 millones de dólares. RKO, que no existía en septiembre de 1928 y cuya empresa de producción matriz, FBO, estaba entre los estudios menores de Hollywood, a finales de 1929 se estableció como uno de las principales empresas de entretenimiento estadounidenses.
Incluso mientras el Crack de Wall Street de octubre de 1929 causó el desplome en los Estados Unidos y finalmente llevó a la economía mundial a la depresión, la popularidad de las películas habladas parecía mantener a Hollywood inmune. La temporada de exhibición 1929-30 fue incluso mejor que la anterior para la industria cinematográfica, con las ventas de tickets y los beneficios globales llegando a nuevos máximos. La realidad finalmente golpeó más tarde en 1930, pero el sonido claramente había asegurado la posición de Hollywood como uno de los campos industriales más importantes en los Estados Unidos, tanto comercialmente como culturalmente. En 1929, los recibos de las taquillas de cine constituyeron el 16,6 % de total de gastos de los estadounidenses en ocio; para 1931, la cifra había alcanzado el 21,8 %. El negocio cinematográfico obtendría cifras similares para los siguientes 15 años. Hollywood también dominó el escenario grande. La industria cinematográfica estadounidense —siendo ya la más poderosa del mundo— estableció un récord de exportación en 1929 que, por la medida aplicada del total de pies de celuloide expuesto, fue un 27 % mayor que el año anterior. Las preocupaciones que las diferencias de idioma dificultarían las exportaciones de cine estadounidenses resultaron ser en gran parte infundadas. De hecho, el gasto de la conversión del sonido era uno de los mayores obstáculos para muchos productores en el extranjero, relativamente descapitalizados por los estándares de Hollywood. La producción de múltiples versiones de las películas habladas vinculadas a la exportación en diferentes idiomas, un enfoque común al principio, en gran parte terminado a mediados de 1931, se reemplazó por el doblaje posterior y el subtitulado. A pesar de las restricciones de comercio impuestas en la mayoría de los mercados extranjeros, para 1937, las películas estadounidenses dominaban un 70 % del tiempo en pantalla alrededor del mundo.
Lo mismo que los principales estudios de Hollywood ganaron en el sonido en relación a sus competidores extranjeros, lo hicieron también en casa. Como el historiador Richard B. Jewell describe, «La revolución del sonido aplastó a muchas pequeñas empresas de cine y productores que eran incapaces de satisfacer las demandas financieras de la conversión al sonido». La combinación del sonido y la Gran Depresión llevó a una reestructuración a gran escala en el negocio, resultando en la jerarquía de las Cinco Grandes empresas integradas (MGM, Paramount, Fox, Warners, RKO) y los tres estudios menores (Columbia, Universal, United Artists) que predominarían durante toda la década de 1950. El historiador Thomas Schatz describe los efectos complementarios:

[C]omo los estudios estuvieron forzados a hacer más eficientes las operaciones y depender de sus propios recursos, sus estilos individuales de la casa y las personalidades corporativas pasaran a ser el centro de atención. Así el periodo que marcó un hito desde la llegada del sonido hasta el principio de la Depresión vio que el sistema de estudios finalmente funcionaba, con los estudios individuales conformándose con sus propias identidades y sus respectivas posiciones dentro de la industria.

El otro país en donde el cine sonoro tuvo un considerable impacto comercial inmediato fue India. Como un distribuidor del período dijo: «Con la llegada de las películas habladas, el cine indio entró propiamente en una pieza de creación definitiva y distintiva. Esto se logró con la música». Desde sus primeros días, el cine sonoro indio ha estado definido por el musical —Alam Ara presentaba siete canciones; un año después, Indrasabha presentaría setenta. Mientras la industria del cine europeo luchó una interminable batalla contra el músculo económico y la popularity de Hollywood, diez años después del debut de Alam Ara, más del 90 % de las películas mostradas en las pantallas indias estaban hechas dentro del país. La mayoría de las primeras películas habladas de India fueron rodadas en Bombay, que permanece como el principal centro de producción, pero el cine sonoro pronto se extendió de un extremo a otro del país multilingüe. Solo unas pocas semanas después del estreno en marzo de 1931 de Alam Ara, Madan Pictures basada en Calcuta estrenó tanto la versión en hindi Shirin Farhad como la versión en bengalí Jamai Sasthi. La película en indostánico Heer Ranjha fue producida en Lahore, Panyab, el año siguiente. En 1934, Sathi Sulochana, la primera película hablada en canarés en estrenarse, fue rodada en Kohalpur, Maharashtra; Srinivasa Kalyanam se convirtió en la primera película hablada en tamil de hecho rodada en Tamil Nadu. Una vez aparecieron las primeras películas habladas, la conversión a la producción completamente sonora pasó tan rápido en India como lo hizo en los Estados Unidos. Ya por 1932, la mayoría de las producciones de películas eran con sonido; dos años después, 164 de las 172 películas indias eran habladas. Desde 1934 hasta hoy en día, con la única excepción de 1952, India ha estado entre los tres países más productores de películas en el mundo cada año.

### Calidad estética
En la primera edición de 1930 de su encuesta global The Film Till Now, el experto en cine Paul Rotha declaró, «Una película en donde los diálogos y los efectos de sonido están perfectamente sincronizados y coinciden con su imagen visual en la pantalla es absolutamente contrario a los objetivos del cine. Es un intento degenerado y descaminado para destruir el uso real del cine y no puede aceptarse que está dentro de los verdaderos límites del cine». Estas opiniones no fueron raras entre aquellos que veían el cine como una forma de arte; Alfred Hitchcock, aunque dirigió la primera película hablada comercialmente exitosa en Europa, sostuvo que «las películas mudas eran la forma más pura de cine» y se burló de muchas de las primeras películas sonoras como que ofrecían poco aparte de "fotografías de gente hablando."
La mayoría de los historiadores y aficionados al cine de los últimos tiempos están de acuerdo en que el cine mudo había alcanzado un pico estético para finales de los años 1920 y que los primeros años del cine sonoro ofrecían poco en comparación con las mejores películas mudas. Por ejemplo, a pesar de caer en relativamente en el olvido una vez que pasó su era, el cine mudo está representado por once películas en la encuesta Centenary of Cinema Top One Hundred de Time Out' celebrada en 1995. La película sonora más antigua que aparece es la francesa L'Atalante (1934), dirigida por Jean Vigo; la película de Hollywood más antigua en aparecer es La fiera de mi niña (1938), dirigida por Howard Hawks. El primer año en donde la producción de cine sonoro predominó sobre el cine mudo —no sólo en los Estados Unidos, sino también en Occidente considerado como un todo— fue 1929; aunque los años de 1929 a 1931 están representados por tres películas sin diálogos (Die Büchse der Pandora [1929], Zemlya [1930], Luces de la ciudad [1931]) y cero películas habladas en la encuesta de Time Out.
El efecto a corto plazo del sonido sobre el arte cinemático puede ser estimado en más detalle considerando esas películas del periodo de transición —los últimos años de producción de cine mudo comercial y los primeros años de películas habladas— en Occidente estas son ampliamente citadas como obras maestras, como aparecen en recientes grandes encuestas en los medios de las mejores películas internacionales (aunque algunas listadas como películas mudas, como Amanecer y Luces de la ciudad, se estrenaron con música grabada y efectos de sonido, son ahora por costumbre referidas por los historiadores y profesionales de la industria como "mudas" —el diálogo hablado está considerado como el factor crucial distintivo entre el cine mudo y cine dramático sonoro). Del periodo de seis años 1927-32, once películas mudas están ampliamente reconocidas como obras maestras y solo una película hablada (TO= Time Out; VV=Village Voice; S&S=Sight & Sound):
Películas mudas
- 1927: El maquinista de la General (EE. UU.; VV 01, S&S 02), Metrópolis (Alemania; VV 01, S&S 02), Napoléon (Francia; TO 95), Octubre (Unión Soviética; VV 01); Amanecer (EE. UU.; TO 95, VV 01, S&S 02)
- 1928: La pasión de Juana de Arco (Francia; TO 95, VV 01, S&S 02), El héroe del río (EE. UU.; VV 01)
- 1929: El hombre de la cámara (Unión Soviética; VV 01, S&S 02), Die Büchse der Pandora (Alemania; TO 95)
- 1930: Zemlya (Unión Soviética; TO 95)
- 1931: Luces de la ciudad (EE. UU.; TO 95, VV 01, S&S 02)

Películas habladas
- 1927: El cantor de jazz (A. Crossland, EE. UU.)
- 1928: ninguna
- 1929: Chantaje (A. Hitchcock, Gran Bretaña)
- 1930: El ángel azul (L. Von Sternberg, Alemania)
- 1931: M (Alemania; VV 01, S&S 02)
- 1932: Scarface (H. Hawks, EE. UU.)

La primera película sonora en recibir una aprobación crítica casi universal fue Der Blaue Engel (El ángel azul); estrenada el 1 de abril de 1930, fue dirigida por Josef von Sternberg en tanto la versión alemana como inglesa para el estudio UFA de Berlín. La primera película hablada estadounidense en ser ampliamente respetada fue Sin novedad en el frente, dirigida por Lewis Milestone, que se estrenó el 21 de abril. La otra película dramática sonora internacionalmente aclamada del año fue Cuatro de infantería, dirigida por G. W. Pabst para Nero-Film de Berlín. Los historiadores culturales consideran la francesa La edad de oro, dirigida por Luis Buñuel, que apareció en octubre de 1930, una de las importaciones más estéticas, aunque más como una señal de expresión del movimiento surrealista que como cine en sí. La película sonora más antigua ahora reconocida por la mayoría de los historiadores de cine como una obra maestra es M de Nero-Film, dirigida por Fritz Lang, que se estrenó el 11 de mayo de 1931.

### Forma cinemática
"El cine hablado es tan poco necesario como un libro de canto." Esta fue la tajante proclamación en 1927 del crítico Viktor Shklovsky, uno de los líderes del movimiento formalista ruso. Mientras algunos consideraban al sonido irreconciliable con el arte cinematográfico, otros lo vieron como la apertura de un nuevo campo de oportunidad creativa. El año siguiente, un grupo de directores de cine soviético, incluyendo Sergéi Eisenstein, proclamaron que el uso de la imagen y el sonido en yuxtaposición, el llamado método contrapuntal, llevaría el cine a "un poder sin precedentes y una cumbre cultural. Este método para construir el cine sonoro no lo restringirá a un mercado nacional, como debe ocurrir con las fotografías de representaciones, pero dará una posibilidad mayor que nunca antes para la circulación por todo el mundo de una idea expresada fílmicamente."
El 12 de marzo de 1929, se estrenó la primera película hablada hecha en Alemania. La producción inaugural de Tobis Filmkunst, no fue un drama sino un documental patrocinado por una compañía naviera: Melodie der Welt (Melodía del mundo), dirigida por Walter Ruttmann. Esta fue quizá la primera película en explorar significativamente las posibilidades artísticas de unir imágenes en movimiento con sonido grabado. Como describe el erudito William Moritz, la película es «intrincada, dinámica, de ritmo acelerado... yuxtaponiendo hábitos culturales similares de países alrededor del mundo, con un música orquestal espléndida... y muchos efectos de sonido sincronizados». El compositor Lou Lichtveld estuvo entre un número de artistas contemporáneos impresionados con la película: «Melodie der Welt se convirtió en el primer documental sonoro importante, el primero donde los sonidos musicales y no musicales estaban compuestos dentro de una única unidad y en donde la imagen y el sonido están controlados por uno y el mismo impulso». Melodie der Welt fue una influencia directa en la película industrial Philips Radio (1931), dirigida por el director de cine de avant-garde Joris Ivens y la música compuesta por Lichtveld, que describió sus objetivos audiovisuales:

"Para presentar las impresiones semi-musicales de sonidos de fábrica en un complejo mundo de audio que se movía entre música absoluta y puramente ruidos de la naturaleza del documental. En esta película puede encontrarse cada etapa intermedia: como el movimiento de las máquinas interpretada por la música, los ruidos de las máquinas dominando la música de fondo, la música por sí misma es el documental, y estas escenas fueron el puro sonido del solo de las máquinas".

Muchos experimentos similares fueron perseguidos por Dziga Vertov en su Entuziazm de 1931 y por Chaplin en Tiempos modernos, un lustro después.
Unos pocos directores comerciales innovadores vieron inmediatamente las formas en que el sonido podía emplearse como una parte integral para contar una historia cinemáticamente, más allá de la función obvia de la palabra grabada. En Blackmail, Hitchcock manipuló la reproducción del monólogo de un personaje de manera que la palabra "cuchillo" saltaría de un borroso flujo de sonido, reflejando la impresión subjetiva del protagonista, que está desesperado por ocultar su implicación en un terrible apuñalamiento. En su primera película, Applause (1929) de Paramount, Rouben Mamoulian creó la ilusión de profundidad acústica variando el volumen del sonido ambiente en proporción a la distancia de las tomas. En cierto punto, Mamoulian quería que la audiencia escuchara un personaje cantando mientras al mismo tiempo otro rezaba; según el director, «Dijeron que no podríamos grabar las dos cosas —la canción y la oración— en un micro y un canal. Así que le dije al técnico de sonido, 'Por qué no usar dos micros y dos canales y combinar las dos pistas en posproducción?'» Estos métodos finalmente se convertirían en el procedimiento estándar en la creación popular de cine.
Uno de las primeras películas comerciales en sacar el máximo partido de las nuevas oportunidades proporcionadas por el sonido grabado fue Le Million, dirigida por René Clair y producida por la división francesa de Tobis. Estrenándose en París en abril de 1931 y Nueva York un mes después, la película fue un éxito tanto popular como en críticas. Una comedia musical con un argumento básico, es memorable por sus logros formales, en particular, su tratamiento categóricamente artificial del sonido. Como describe el erudito Donald Crafton,

"Le Million no nos permite olvidarnos que el componente acústico es una construcción tanto como el plató blanquecino. Reemplazó el diálogo con actores cantando y hablando en pareados rimantes. Clair creó confusiones bromistas entre el sonido en pantalla y fuera de pantalla. También experimentó con trucajes de audio asíncrono, como en la famosa escena donde una persecución a un abrigo es sincronizado con los aplausos de una muchedumbre invisible en el rugby".

Estas técnicas y similares son parte del vocabulario de las películas sonoras de comedia, aunque como efectos especiales y "color", no como la base para el tipo de diseño extenso y no-naturalista conseguido por Clair. Fuera del campo de la comedia, el tipo de película valiente con sonido ejemplificada por Melodie der Welt y Le Million sería perseguido muy raramente en la producción comercial. Hollywood, en particular, incorporó el sonido en un fiable sistema de creación de películas basándose en el género, en donde las posibilidades formales del nuevo medio fueron subordinadas a los objetivos tradicionales de afirmación de estrellas y contar historias sencillas. Como predijo con precisión Frank Woods en 1928, secretario de la Academia de las Artes y las Ciencias Cinematográficas de Hollywood, "Las películas habladas del futuro seguirán la línea general de tratamiento hasta el momento desarrollado por las películas mudas de drama....las escenas habladas requerirán un manejo diferente, pero la construcción general de la historia será muy parecida."